# Big Bill Neidjie
Pour les articles homonymes, voir Big Bill.
William Neidjie (ou « Big Bill »), né vers 1920 et mort le 23 mai 2002, était le dernier locuteur natif de la langue gaagudju, une langue aborigène du nord de l'Australie. Depuis son décès, le gaagudju est donc une langue morte.
Neidjie était un ancien du Parc national de Kakadu, et un propriétaire traditionnel des terres Bunitj dans le nord de Kakadu. Sa décision de permettre l'accès à ses terres fut cruciale pour la création du parc. Neidjie dut son surnom de « Big Bill » à sa taille et à sa grande force physique ; il avait longtemps travaillé sur des lougres.

## Biographie
Neidjie est né à Alawanydajawany, sur la rivière Alligator-est, vers 1920, au sein du clan Bunitj, membre du peuple Gaagudju. Son mode de vie dans sa jeunesse fut conforme aux traditions de son peuple ; son père et son grand-père lui enseignèrent la chasse et la préservation de l'environnement. Au début des années 1940, il accomplit son initiation traditionnelle à Ubirr. Jeune adulte, il travaille avec des chasseurs de buffles, puis dans une scierie, puis sur un lougre qui faisait le relais entre la côte nord du Territoire du Nord et des îles isolées.
Pendant la Seconde Guerre mondiale, il participa à la défense de l'Australie, travaillant dans une station radar au Cap Don. Il était présent à Darwin lors du bombardement japonais de 1942.
Neidjie participe à la création du parc national de Kakadu en 1979 ; il y vit et travaille jusqu'à la fin de ses jours. Kakadu est gouverné par un comité sur lequel siègent une majorité d'Aborigènes, dont Neidjie faisait partie. En 1989, il est décoré de l’ordre d'Australie pour services rendus à la préservation de l'environnement du parc.

## Le dernier des initiés gaagudju
Dans de nombreuses cultures aborigènes australiennes, il existe des secrets traditionnels, transmis de génération en génération. Les révéler à une personne non-initiée est interdit (« taboo »). Néanmoins, Neidjie était conscient que, s'il n'avait personne à qui transmettre son savoir, ses connaissances seraient perdues à sa mort. Il décida donc d'enfreindre à l'interdit afin de préserver sa culture. Il transmit de nombreuses histoires à des anthropologues tels Stephen Davis, et publia deux livres, dans lesquels il décrivit sa passion pour ses terres, et la nécessité d'en prendre soin en accord avec les méthodes d'écologie traditionnelles.
Bill Neidjie décéda en 2002. Le ministre fédéral de l'Environnement, David Kemp, dit à son sujet : « Il a joué un rôle primordial dans l'établissement du Parc national de Kakadu, et était profondément engagé dans sa volonté de partager l'amour de son pays, son respect pour l'héritage de ce pays, ainsi que sa culture indigène, avec les innombrables milliers de visiteurs du parc, de même que tous ceux qui partageaient son amour de la nature. »